# Багавхарна
Багавхарна, Багахванам — представитель династии Паратараджей в Парадане, отец Козаны и, вероятно, сын Багамиры.
По замечанию исследователя П. Тэндона, как в случае с Багаревой и Багамирой «Бага» означает «Бог», а «вхарна», также как «хвара» у Хварамиры и Мирахвары, — «слава». Таким образом, Багавхарна (у Р. Сениора — Багахванам) — это «Божья слава». Его имя приведено на монетах сына — Козаны, правившего Параданом в первой четверти III века. Нумизматический материал самого Багавхарны неизвестен. Как отметил П. Тэндон, основывающий свою гипотезу на общих корнях в именах, Багавхарна, возможно, был сыном Багамиры, царствовавшего в Парадане во II веке.